# Прилагателно име (словенски език)
Прилагателното име означава три основни понятия: качество (качествени прилагателни, kakovostni pridevniki), отношение (относителни прилагателни, vrstni pridevniki) и притежание (притежателни прилагателни, svojilni pridevniki).
Прилагателните в словенски могат да изпълняват три синтактични функции: непредикативно определение (levi prilastek), сказуемно определение (povedkovo določilo) и предикативно определение (povedkov prilastek).
- Непредикативно определение: Kakšno pričesko želiš? (Каква прическа желаеш?)

– Želim modno pričesko. (Желая модна прическа.)
- Сказуемно определение: Kakšna je pričeska? (Каква е прическата?

– Pričeska je modna. (Прическата е модна.)
- Предикативно определение: Kakšna se je naredila pričeska? (Каква е направена прическата?)

– Pričeska se je naredila lepa. (Прическата е направена хубава.)
Повечето прилагателни са качествени. Те означават качества и свойства на лични и нарицателни съществителни. Тези прилагателни се степенуват при сравняване на качествата или свойствата на друго съществително.
Относителните прилагателни означават вид или числова поредност на дадено съществително. Например: kemijska in fizikalna sprememba (химична и физична промяна), fotografski aparat (фотографски апарат (=фотоапарат)).
Притежателните прилагателни определят притежание, собственост. Например: barvin sijaj (цветово великолепие), Karmenina torbica (чантичката на Кармен), delavska halja (работнически комбинезон).
Някои прилагателни, означаващи свойства на съществителни от мъжки род, съдържат определеност ('отношение') или неопределеност ('качество').
Определените прилагателни от мъжки род:
- в именителен падеж единствено число имат окончание -ni или -i
- отговарят на въпроса Kateri?  (Кой? )

Неопределените прилагателни от мъжки род – с общо значение или при първо споменаване:
- в именителен падеж единствено число имат окончание -en или - (без окончание)
- отговарят на въпроса Kakšen?  (Какъв? )

Прилагателните, окончаващи на -i и всички притежателни местоимения нямат отделни неопределени форми. Има две особени прилагателни, които имат специални определени и неопределени форми за всички родове и падежи, а именно majhen (малък) и velik (голям) (определените форми са mali и, съответно, veliki).
Пример:
- Stari učitelj je to dejal. (Старият учител казваше това.) – тук се подразбира, че има поне още един учител, който не е стар
- Star učitelj je to dejal. (Един стар учител казваше това.)

Прилагателното се съгласува с подлога или сказуемното определение, които определя. Ако описва две съществителни имена в единствено число или едно в двойствено, прилагателното трябва да е в двойствено число. Ако описва съществително в множествено число или едно съществително в единствено и друго съществително в число, различно от единствено, прилагателното трябва да бъде в множествено число. Прилагателното трябва да бъде съгласувано със съществителното и по род, освен по число. Относно моделите за склонение на прилагателните вижте раздела за съществителните (четвърто склонение е на прилагателните). Някои прилагателни обаче не се скланят, например: bež (бежов), poceni (евтин), roza (розов), super (супер), seksi (секси) и някои други думи, заети от чужди езици.
Примери:
- Mesto in vas sta bila proti predlogu občine. (Градът и селото бяха против предложението на общината.)
- Mesto in vas sta bili proti predlogu občine. (същото, но по-рядко използвано)
- Ti in tvoji sestri boste precej odšli! (Ти (мъжки род, понеже глаголното причастие е в мъжки род) и твоите две сестри ще заминете незабавно.)

Притежателните прилагателни от съществителни от мъжки и среден род, се образуват с наставка -ov (или -ev, ако основата завършва на c, č, ž, š или j (преглас)). Притежателните прилагателни от съществителни от женски род окончават на -in. Ако притежателните прилагателни са образувани от собствени имена, се пишат с главна буква.
Отрицателните прилагателни се образуват с представката ne-, като понякога има и алтернативна форма с латинска представка:
- lep -> nelep (красив -> некрасив (=grd))
- reverzibilen -> ireverzibilen, понякога и nereverzibilen (обратим -> необратим)
- moralen -> nemoralen, amoralen, imoralen (морален -> неморален)
- legitimen -> nelegitimen, ilegitimen (законен -> незаконен; легитимен -> нелегитимен)

## Сравнителна степен (Primernik)
Сравнителна степен се образува чрез добавяне на окончание -ši (-ša, -še), -ejši (-ejša, -ejše) или -ji (-ja, -je) към прилагателно или с помощта на думата bolj (повече) пред прилагателното, в случай че трябва да се подчертае логическото ударение, или когато прилагателното не може да образува сравнителна степен със споменатите окончание, например при прилагателни, означаващи цветове, или когато прилагателното окончава на звук, към който е трудно да се добави съответно окончание.
Примери:
- lep – lepši (хубав – по-хубав; красив – по-красив)
- trd – trši (твърд – по-твърд) (-d- отпада)
- zelen – bolj zelen (зелен – по-зелен)
- zanimiv – zanimivejši (интересен – по-интересен)
- transparenten – transparentnejši (прозрачен – по-прозрачен) (-e- отпада)
- globok – globlji (дълблок – по-дълбок) (добавя се -l-, а -o- и -k- отпадат)
- otročji – bolj otročji (детски – по-детски, детински – по-детински)

## Превъзходна степен (Presežnik)
Превъзходна степен се образува с помощта на представката naj, която се прикрепва към формата за сравнителна степен.
- lep – lepši – najlepši
- trd – trši – najtrši
- zelen – bolj zelen – najbolj zelen
- zanimiv – zanimivejši – najzanimivejši (обаче najbolj zanimiv е по-често използвана форма)
- transparenten – transparentnejši – najtransparentnejši
- globok – globlji – najgloblji
- otročji – bolj otročji – najbolj otročji